# Wawrzyniec Stegmann
Wawrzyniec Stegmann (ur. ok. 1610–1611, zm. ok. 1655, pseudonim: Tribander) – działacz reformacyjny braci polskich, ostatni rektor Akademii Rakowskiej.
Był pochodzenia niemieckiego; jego rodzina mieszkała w okolicach Poczdamu. Z powodu wyznawania poglądów unitariańskich, wraz ze starszym bratem Joachimem Stegmannem (później również rektorem Akademii Rakowskiej), około 1626 przeniósł się do Polski i rozpoczął działalność w zborach braci polskich. W latach 1634–1638 kierował Akademią Rakowską i w 1638, kiedy Sejm nakazał zamknięcie tej uczelni, musiał uciekać z Rakowa.